# Lou Reed
Lewis Allan Reed, detto Lou (New York, 2 marzo 1942 – New York, 27 ottobre 2013), è stato un cantautore, chitarrista e poeta statunitense.
Artista crudo e ironico dei bassifondi metropolitani, dell'ambiguità umana, della dipendenza da sostanze stupefacenti ma anche della complessità delle relazioni di coppia e dello spleen esistenziale, Reed ha finito con l'incarnare lo stereotipo dell'Angelo del male, immagine con cui ha riempito i media per oltre tre decenni divenendo una delle figure più influenti della musica e del costume contemporanei.
Con i Velvet Underground, fondati nella sua New York a metà anni sessanta insieme al musicista d'avanguardia John Cale, pur non riscuotendo alcun successo commerciale rivoluzionò i dettami della musica rock, gettando le basi per quell'estetica nichilista che anni dopo sarebbe stata ribattezzata Punk. Dopo lo scioglimento del gruppo avviò una lunga e proficua carriera solista, segnata dall'album Transformer, prodotto da David Bowie, il concept album Berlin, il live Rock N Roll Animal e l'album-provocazione Metal Machine Music.
La rivista Rolling Stone lo pone al 62º posto nella classifica dei 100 migliori cantanti di sempre e all'81° nell'elenco dei migliori chitarristi di tutti i tempi.
I suoi tratti caratteristici erano il look (giacca di pelle nera, jeans e Ray-Ban scuri), la sua voce apatica e apparentemente monocorde e il suo stile chitarristico abrasivo e dissonante.

## Biografia
(Lester Bangs)
Lou Reed nacque presso il Beth El Hospital di Brooklyn (New York), ma crebbe a Freeport, sull'isola di Long Island (nello stato di New York), il 2 marzo del 1942 in una famiglia ebraica, figlio di Sidney Joseph Reed (nato Rabinowitz; 1913-2005), un contabile, e di Toby Futterman (1920-2013), una casalinga. Appassionatosi alla musica ascoltando la radio, imparò a suonare la chitarra e sviluppò un forte interesse per il rock and roll e il rhythm and blues e durante gli anni delle scuole superiori suonò in vari gruppi studenteschi.
Nel 1956, ancora adolescente, Reed venne sottoposto ad una terapia di elettroshock che avrebbe dovuto secondo i genitori, stando al racconto fatto da Reed stesso, curare la bisessualità che si stava manifestando in lui; nel 1974 Reed scrisse la canzone Kill Your Sons circa questa esperienza che lo traumatizzò e di cui non si liberò mai. Successivamente, in merito al proprio orientamento sessuale, Reed si definirà sempre un pansessuale.
(John Cale)
Secondo la sorella invece l'elettroshock fu utilizzato a causa di depressione, ansia e comportamenti "socialmente irresponsabili", che si sarebbero manifestati il primo anno al college in seguito ad un improvviso esaurimento nervoso.
Lou Reed ebbe le prime esperienze con la droga a 16 anni, intorno al 1958. Alla fine del 1960 Reed iniziò a frequentare la Syracuse University, studiando giornalismo, regia cinematografica e scrittura creativa. Nel 1961 iniziò a condurre un programma radiofonico notturno alla stazione radio WAER chiamato "Excursions On A Wobbly Rail." Il nome del programma derivava dal titolo di un brano musicale del pianista jazz Cecil Taylor. Nel corso della trasmissione, Reed trasmetteva doo wop, rhythm and blues e jazz, in particolare brani free jazz. Molte delle tecniche chitarristiche di Reed, derivarono da sassofonisti jazz come Ornette Coleman. Nel giugno 1964 Reed si laureò alla Syracuse University's College of Arts and Sciences.
Agli anni universitari risale un evento significativo della sua biografia, l'incontro intellettuale con una figura di spicco, lo scrittore e poeta Delmore Schwartz, che ebbe Lou Reed fra i suoi allievi alla Syracuse University. Schwartz, già malato e alcolizzato, prese in simpatia quel "ragazzo disorientato di New York", il quale, nel 1966 (anno della sua morte), gli avrebbe dedicato la composizione European Son inclusa nell'album di debutto dei Velvet Underground, considerato l'"omaggio più intenso e più durevole alla memoria di questo campione dell'Alta Cultura". Reed dichiarò in seguito che l'obiettivo principale come scrittore che si era prefissato era quello di "portare la sensibilità della letteratura nella musica rock", rendendo superati gli adolescenziali testi delle canzoni di rock and roll degli anni cinquanta e primi sessanta (che il suo mentore Schwartz detestava immensamente).

## Carriera

### Pickwick Records
Nel 1964, Reed si trasferì a New York City iniziando a lavorare come compositore su commissione per la piccola etichetta di musica commerciale Pickwick Records. Lo stesso anno, Reed ebbe anche il suo primo successo minore grazie al singolo The Ostrich, una parodia delle musiche ballabili dell'epoca da lui composta. I suoi superiori notarono che la canzone aveva qualche possibilità di successo e assemblarono in tutta fretta una band di supporto a Reed per promuovere la composizione. Il gruppo, chiamato "The Primitives", includeva il musicista gallese John Cale che da poco tempo si era trasferito a New York per studiare musica classica e suonare la viola nell'ensemble musicale d'avanguardia Theatre of Eternal Music del compositore La Monte Young, e Tony Conrad. Cale e Conrad furono entrambi sorpresi ed impressionati nello scoprire che per comporre The Ostrich, Reed aveva volutamente accordato le corde della sua chitarra sulla stessa nota. Questo effetto creava una sorta di drone simile a quello delle sperimentazioni del gruppo di Young. Incuriosito, Cale chiese a Reed se avesse composto anche brani di genere diverso rispetto a The Ostrich e per tutta risposta Reed gli fece ascoltare una versione primitiva di Heroin che impressionò molto favorevolmente Cale.

### L'esordio e i Velvet Underground
Il suo primo vero gruppo prende il nome di The Shades. Ma il suo ingresso tra i pilastri del rock avviene con la fondazione dei Velvet Underground, gruppo che presto diventerà un cult del panorama musicale newyorkese. Lou Reed li creò nel 1966 insieme a John Cale, polistrumentista, figura chiave insieme a Lou del gruppo. Ai due si aggiunsero infine il chitarrista e bassista Sterling Morrison e la batterista Maureen Tucker (la formazione originale vedeva Angus MacLise alla batteria).
Lou Reed, che è autore della maggior parte delle canzoni dei Velvet Underground, entra a far parte insieme al gruppo della factory di Andy Warhol, il celeberrimo artista pop art, che fu promotore e finanziatore del primo album del gruppo (famoso per la sua copertina che ritrae una fallica banana disegnata dallo stesso Warhol e che poteva essere sbucciata) e che comprende brani celebri come Sunday Morning, Femme Fatale, Heroin, I'll Be Your Mirror, Venus in Furs, I'm Waiting for the Man, The Black Angel's Death Song e All Tomorrow's Parties. Warhol incluse il gruppo nel suo spettacolo itinerante, chiamato Exploding Plastic Inevitable, affiancando alla band la cantante tedesca Nico. Per questo il disco fu intitolato The Velvet Underground & Nico (1967). Lo spettacolo girò gli USA e il Canada partendo da New York, suscitando l'attenzione della critica ovunque i Velvet Underground suonassero. 

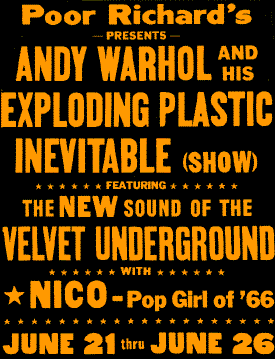
Manifesto dell'Exploding Plastic Inevitable con i Velvet Underground in cartellone.

L'album conteneva l'esplorazione di una demoniaca sottocultura avente come soggetto argomenti considerati tabù (come ad esempio la droga e le perversioni sessuali) ed era quindi in anticipo rispetto ai tempi. 
L'album fu recensito positivamente dal drammaturgo e poeta cecoslovacco Václav Havel, dissidente anticomunista non violento, che lo acquistò durante una viaggio negli USA, e che in seguito affermò che la musica di Reed e dei Velvet lo abbia spinto ad impegnarsi in politica fino a diventare Presidente della Cecoslovacchia democratica nel 1989. Poco dopo questo disco Nico lasciò il gruppo e Warhol venne licenziato da Reed. Questo non impedì ai Velvet di continuare incidendo nello stesso anno un altro scioccante LP, White Light/White Heat, pubblicato il 30 gennaio 1968, che, oltre alla title track che sarà ripresa da David Bowie nel corso dei suoi concerti, contiene quella che viene considerata la massima vetta raggiunta da Cale col gruppo, Sister Ray, più di un quarto d'ora di percussioni funeste e cantato delirante. Nel 1968 Cale viene licenziato dal gruppo e Reed e soci incidono un album intitolato semplicemente The Velvet Underground. L'album contiene in ogni caso alcuni pezzi degni d'interesse quali Candy Says dedicata a Candy Darling nota transessuale del giro di Warhol, Pale Blue Eyes dedicata a Shelly Albin, primo amore di Reed, e What Goes On caratterizzata da un lungo e tipico assolo dissonante di chitarra. Nel 1970 Reed abbandona il gruppo (che l'anno dopo si scioglie) dopo aver inciso un album ancora più commerciale del precedente, Loaded, che però contiene canzoni destinate a durare nel tempo quali Rock 'n' Roll e Sweet Jane.
Il grande merito dei Velvet Underground fu probabilmente quello di aver unito il campo poetico-musicale del rock con un aggressivo realismo, ispirato dalla vita nelle strade di New York e che ha anticipato di dieci anni quello che sarebbe stato il punk rock e influenzato profondamente altri movimenti come noise, noise rock, post-punk, new wave, lo-fi e rock alternativo.

## Carriera solista

### Gli anni settanta
(Lou Reed)

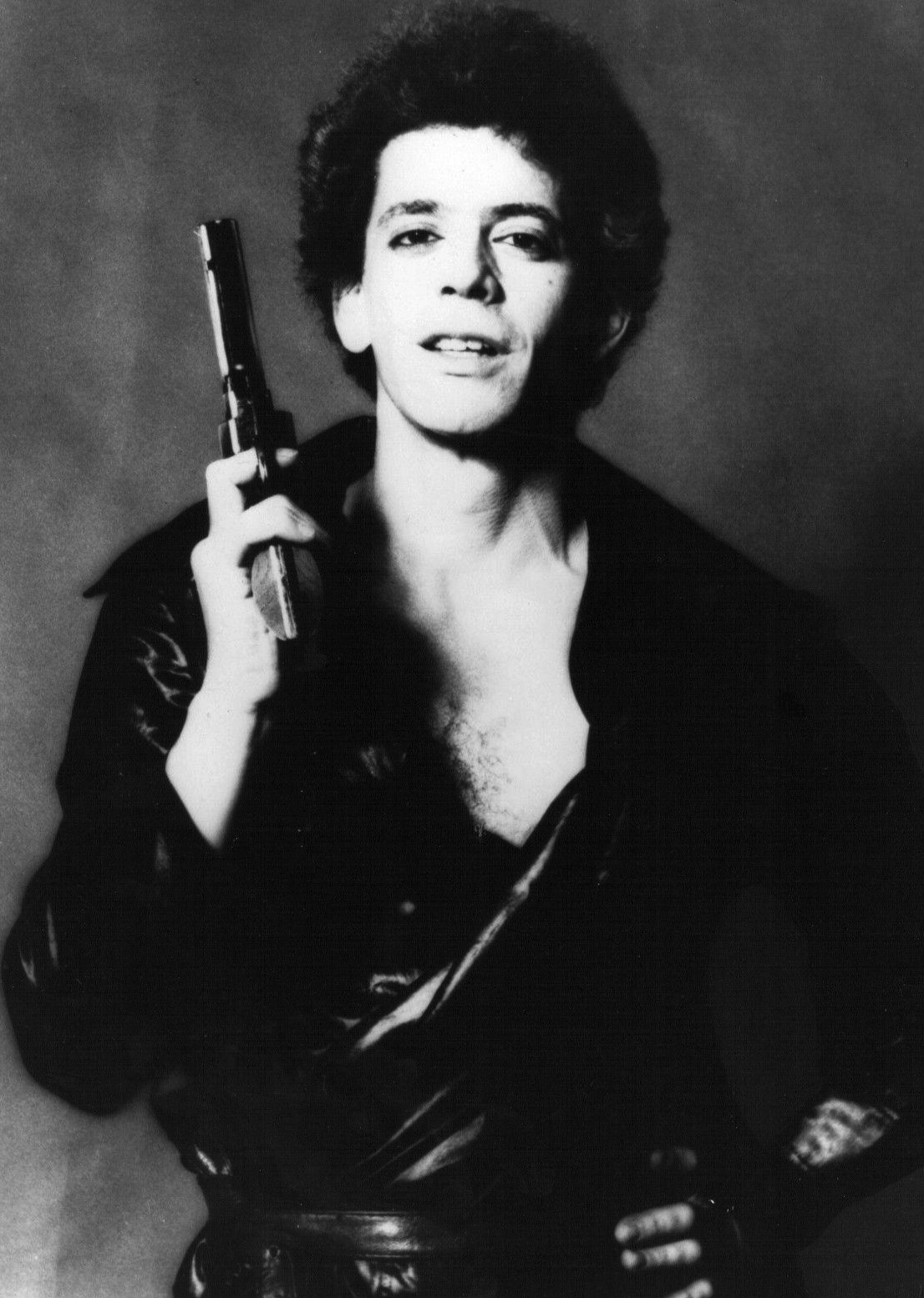
Lou Reed con una pistola in mano, in una famosa foto degli anni settanta.

Gli anni settanta cominciano male per Reed che, reduce dalla rottura con i Velvet Underground, prima torna a vivere nella casa dei suoi genitori a Long Island, poi pubblica un LP d'esordio ritenuto deludente quale Lou Reed. Ma David Bowie, che in quel momento è sotto la RCA, decide di aiutare uno dei suoi più grandi ispiratori producendogli il secondo album, Transformer.
Transformer vende molto bene e contiene alcune canzoni destinate a divenire dei classici di Reed, come Walk on the Wild Side (divenuta in Italia I giardini di Kensington con testo non correlato, portata al successo da Patty Pravo), Satellite of Love, Perfect Day (ripresa nel film di culto Trainspotting e da Wim Wenders nel 2023 per il suo Perfect Days) e Vicious.
Per il suo terzo lavoro, Reed sente di dover far qualcosa più vicino al suo stile che molto aveva perso in fatto di spontaneità nell'LP prodotto da Bowie. Proprio mentre si sta separando da sua moglie, pubblica un concept album che analizza il fallimento di un matrimonio di due tossicodipendenti, parlando di violenza domestica, droga, adulterio, prostituzione e suicidio: Berlin. Per la produzione viene assunto Bob Ezrin, che diventerà famoso per la produzione di The Wall dei Pink Floyd. Il disco all'inizio viene pensato come un film per le orecchie, un doppio. Ma la RCA non è disposta ad accettarlo così com'è e le canzoni vengono tagliate perdendo anche molta forza originaria. Berlin è comunque divenuto negli anni uno dei dischi più apprezzati della discografia reediana e, nonostante la complessità dell'opera, venne apprezzato dalla critica in tempi successivi; ricevette comunque già all'epoca il Premio Edison.
Per poter controbilanciare le scarse vendite di Berlin, Reed è obbligato a pubblicare tre lavori potenzialmente commerciali al livello di Transformer. Così, sul finire della prima metà degli anni settanta vengono pubblicati Rock N Roll Animal, Sally Can't Dance e Lou Reed Live. Proprio in questo periodo Reed è sull'orlo di un nuovo esaurimento nervoso sia per il coinvolgimento emotivo che gli causa suonare la sua musica, sia per le grandi quantità di droga, soprattutto metanfetamine, che consuma molto, ma anche eroina e alcol.
(Lester Bangs)
Queste nevrosi si ripercuotono pesantemente sulla sua cosiddetta "opera di rottura", ovvero Metal Machine Music, contenente più di un'ora di feedback, un doppio album a volte nemmeno conteggiato nelle sue discografie. Il disco è quasi tutto rumoristico, elettronico e strumentale con i suoni che poi diverranno tipici dell'heavy metal. Nelle note descrittive del disco, Reed scrisse che chi fosse riuscito ad ascoltarlo per intero, poteva considerarsi più pazzo di lui.
Nel febbraio 1975 Lou Reed intraprende una disastrosa "tournée" italiana, sospesa dopo gravi disordini con la Polizia a Milano e Roma. Reed appare spesso sul palco dopo aver assunto eroina poco prima. Solo al Palasport di Torino il 12 febbraio 1975 si svolge un regolare concerto, con Doug Yule (ex Velvet Underground dal 1968 al 1973) al basso e voce, in altri viene pesantemente contestato e interrompe a volte i concerti a causa di risse nel pubblico:
(Riccardo Bertoncelli, su Gong del marzo 1975)
Dopo il disco seguente di semplice rock and roll (anche se con continui riferimenti alla propria pansessualità), ovvero Coney Island Baby, Reed lascia la RCA per la Arista. Per essa pubblica Rock and Roll Heart. Siamo arrivati al 1978, gli spettacoli di Reed sono pieni di violenza, più verbale che fisica, e vengono pubblicati album intensissimi come Street Hassle che vede la straordinaria partecipazione di Bruce Springsteen e Live: Take No Prisoners, un concerto nel quale Reed stravolge i testi delle sue canzoni e li rende ancora più aspri e punk. A chiudere il decennio, LP più sperimentali ma forse meno riusciti come The Bells che vede la collaborazione di Nils Lofgren e di Don Cherry e Growing Up in Public.
Dagli anni '60 agli anni '70 c'è anche una forte rivalità di Reed con altri rocker, spesso con reciproci insulti a distanza, come Iggy Pop ("dolcissimo ma stupidissimo"), Frank Zappa (disse, nel 1966, che era "la persona con meno talento che io abbia mai sentito nella vita. È un accademico presuntuoso, e non sa suonare rock & roll perché è un perdente", tuttavia nel 1995 fu proprio Lou Reed a presiedere la cerimonia di introduzione di Zappa nella Rock and Roll Hall of Fame), i Beatles e Johnny Rotten dei Sex Pistols (che accusò Reed di aver causato la fine di Sid Vicious: "a rovinarlo è stato il fatto che non è mai riuscito a incontrare Lou Reed e capire in cosa si stava mettendo. Non avrebbe mai pasticciato con l'eroina se avesse visto che vanitoso grasso pagliaccio è realmente Lou Reed"). Il cantautore non apprezza particolarmente nemmeno Jim Morrison ("non era proprio un granché") e i Doors, mentre più tardi elogiò la band pop dei Duran Duran ("mi piace il pop") per la loro versione di Perfect Day.
Dal 1979 in poi Reed tentò più volte di curare la sua dipendenza dagli stupefacenti, smettendo di assumere droghe pesanti, anche se non riuscirà mai del tutto a distaccarsi dalla droga fino agli anni 2000.
(Lou Reed)

### Gli anni ottanta

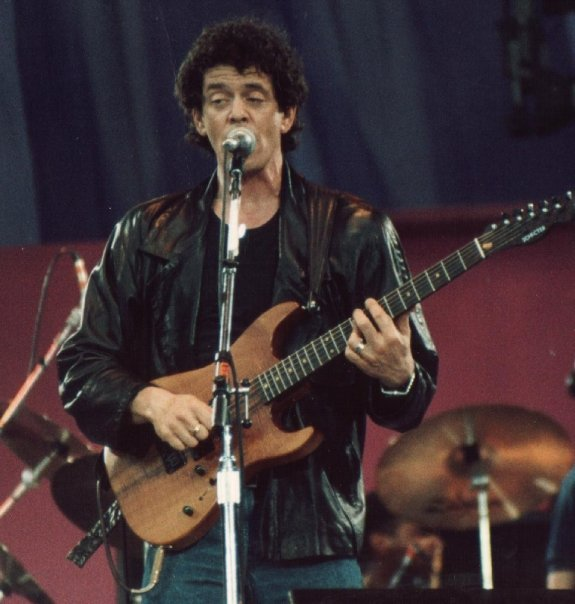
Lou Reed nel 1986

All'inizio degli anni ottanta Lou Reed si trasferisce con la sua seconda moglie Sylvia Morales in una villa in campagna. Un giorno invita a casa sua Robert Quine, chitarrista di culto dell'era punk che lavorerà in seguito anche con Tom Waits. Quine è un estimatore di Lou Reed e tra i due l'idillio è immediato. Cominciano a lavorare per The Blue Mask quell'estate e quando l'LP esce le recensioni sono entusiastiche. C'è chi paragona il disco alla fusione tra gli album Plastic Ono Band e Double Fantasy di John Lennon. Memorabile l'assolo di Quine in Waves of Fear, che assale l'ascoltatore nello stile velvettiano, con rimandi anche allo sgradevole sound di Metal Machine Music. Dopo quest'album però Reed vede sempre con più ostilità la presenza del chitarrista nel gruppo che nelle recensioni riceve più attenzioni di lui. Già il successivo Legendary Hearts ne risente. Il missaggio di quest'ultimo infatti è controllato da Reed, che toglie volume a Quine, rendendo appena distinguibile il suono della sua chitarra. Dopo Legendary Hearts Quine viene allontanato dal gruppo e Reed incide New Sensations, che ha un discreto successo di vendite. Quine viene momentaneamente reintegrato per il New Sensation Tour per poi essere successivamente riallontanato. 
Da questo tour viene estratto l'album dal vivo Live in Italy, registrato tra Verona e Roma, nel quale gli scambi chitarristici tra Quine e Reed la fanno da padrone, sostenuti da una ritmica essenziale e precisa. 
Sempre negli anni '80, Reed ridisegna in parte la sua immagine pubblica. Nel 1998, il New York Times osservò che negli anni '70 Reed aveva una personalità distintiva: "All'epoca era pubblicamente gay, faceva finta di iniettarsi eroina sul palco e coltivava un aspetto da "Dachau panda", con capelli ossigenati e tagliati e occhiaie nere dipinte". Il giornale scrisse che dal 1980 "Reed rinunciò alla messa in scena della droga sul palco, smise persino di essere tossicodipendente e divenne apertamente eterosessuale, apertamente sposato".
Il 22 settembre 1985, Reed si esibì al primo concerto di Farm Aid a Champaign, Illinois. Nello stesso anno, entrò a far parte del breve tour di A Conspiracy of Hope di Amnesty International e fu schietto su questioni politiche e personalità di New York City, rilasciando anche provocatorie dichiarazioni.
Appena cacciato Quine, Reed incide quello che unanimemente viene considerato il disco più scarso della sua produzione: Mistrial. A questo segue una pausa. A porre fine a questa pausa è la morte di Andy Warhol. Lou si getta a fondo nella scrittura per esorcizzare la tristezza di questa perdita e produce un LP memorabile, un affresco della sua città, nel quale musica e parole si incastrano alla perfezione e le liriche sono molto poetiche senza rinunciare per questo alla spontaneità di strada. Si tratta di New York. 
L'album del 1989, contenente canzoni sul crimine, l'AIDS, l'attivista per i diritti civili Jesse Jackson, allora presidente dell'Austria Kurt Waldheim e papa Giovanni Paolo II, divenne il suo secondo lavoro certificato come disco d'oro quando superò le 500.000 vendite nel 1997. 
Al funerale di Warhol, Lou rincontra il cofondatore dei Velvet Underground e polistrumentista gallese John Cale e i due cominciano ad elaborare un'opera musicale in memoria di Andy, soprattutto per contrastare la popolarità che i suoi diari stanno avendo e che a parer loro e di quelli che lo conoscevano, non ripropongono assolutamente un ritratto realistico dell'artista. L'opera prende la forma di un semplice disco, intenso e denso di canzoni, con testi molto forti e poetici, Songs for Drella ed esce nel 1990.

### Gli anni novanta
All'inizio degli anni novanta Reed perde due carissimi amici, Doc Pomus e una certa Rita, una transgender facente parte dell'entourage warholiano e conosciuta come The Mayor o appunto come Rotten Rita; in realtà la notizia della morte di Rita era solo supposta, in quanto risulta ufficialmente che sia deceduta nel 2010. Affrontando la perdita di due amici nel modo a lui più confacente, il rock, pubblica Magic and Loss, il terzo tassello della cosiddetta trilogia del dolore (o a livello musicale della rinascita) iniziata con New York. Nel 1992 affermò di aver tentato ancora e più volte di disintossicarsi ma senza successo ("ho cercato di sbarazzarmi della droga e del bere ma non ha funzionato"). In omaggio alle proprie origini ebraiche, si esibisce lo stesso anno al Kristallnacht Festival di Berlino in ricordo del pogrom nazista del 1938, e in questa occasione conosce Laurie Anderson, la sua ultima compagna di vita, che poi diverrà la sua terza moglie.
Dopo una riunione con i Velvet Underground, un tour mondiale con il relativo live e il divorzio dalla sua seconda moglie, Reed intraprende una relazione sentimentale con la polistrumentista d'avanguardia Laurie Anderson e le dedica un album più o meno a metà degli anni novanta, ovvero Set the Twilight Reeling. Di questo periodo è anche un lavoro semi-unplugged di Reed, Perfect Night: Live in London. Nel 1996 i Velvet Underground vengono introdotti nella Rock and Roll Hall of Fame. Alla cerimonia, Reed esegue un brano intitolato Last Night I Said Goodbye to My Friend insieme agli ex compagni di gruppo John Cale e Maureen Tucker, come dedica al recentemente scomparso chitarrista dei Velvet Underground Sterling Morrison, morto nell'agosto precedente. Sempre nel 1996, Reed contribuisce con alcune canzoni al musical Time Rocker, interpretazione teatrale d'avanguardia del romanzo di H. G. Wells La macchina del tempo diretto dal regista Robert Wilson.
Nel 1998, lo show della PBS TV American Masters trasmette il documentario di Timothy Greenfield-Sanders Lou Reed: Rock and Roll Heart incentrato sulla figura dell'artista. Il film, presentato al Sundance Film Festival e al Festival internazionale del cinema di Berlino, riceve unanimi consensi da parte della critica.

### Gli anni duemila

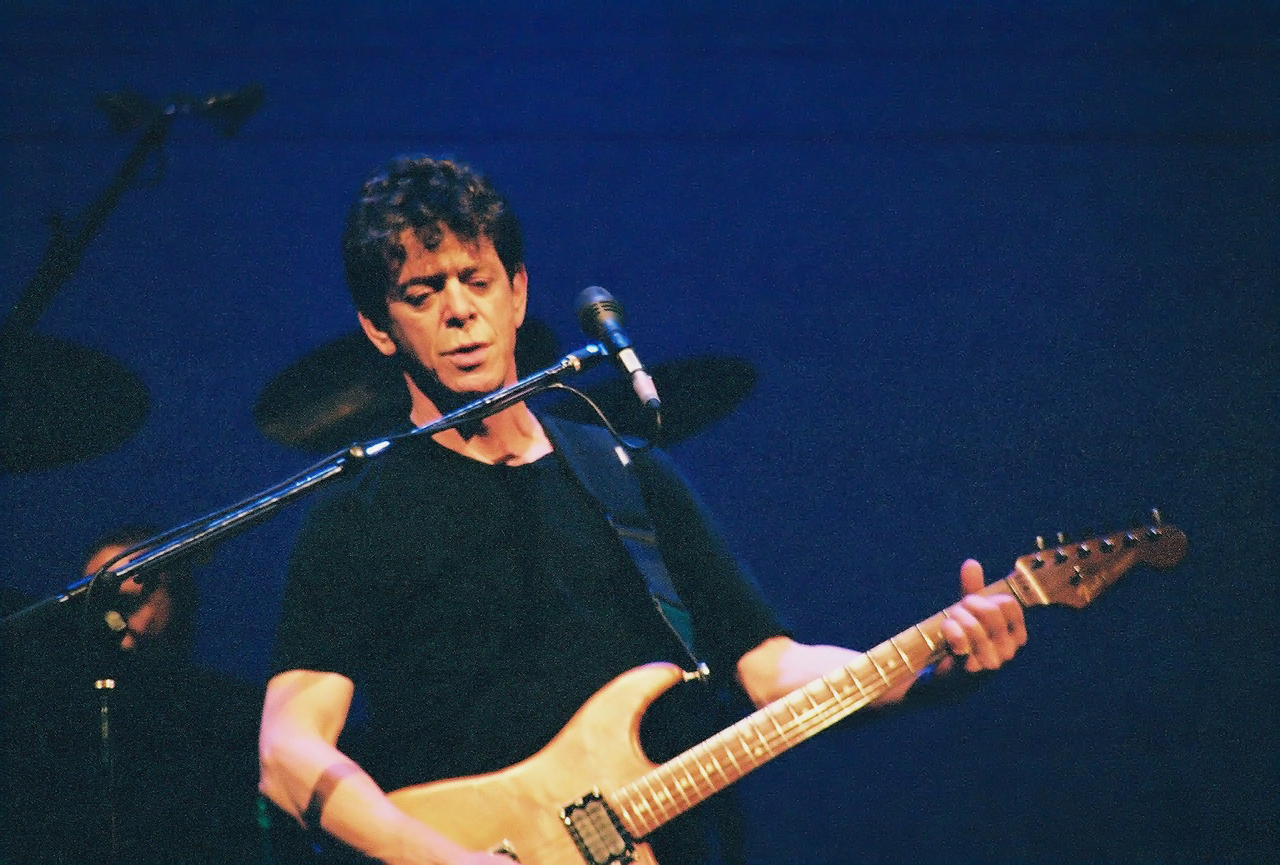
Lou Reed nel 2004

Nel 2000 Reed si esibisce a Roma alla presenza del papa per il giubileo del 2000.
Proprio nel 2000 esce Ecstasy, album pieno di tensione, ma domata con la sapienza di un uomo maturo. Il 6 ottobre 2001 il New York Times pubblica una poesia composta da Reed chiamata Laurie Sadly Listening nella quale egli esprime le sue emozioni circa gli Attentati dell'11 settembre 2001.

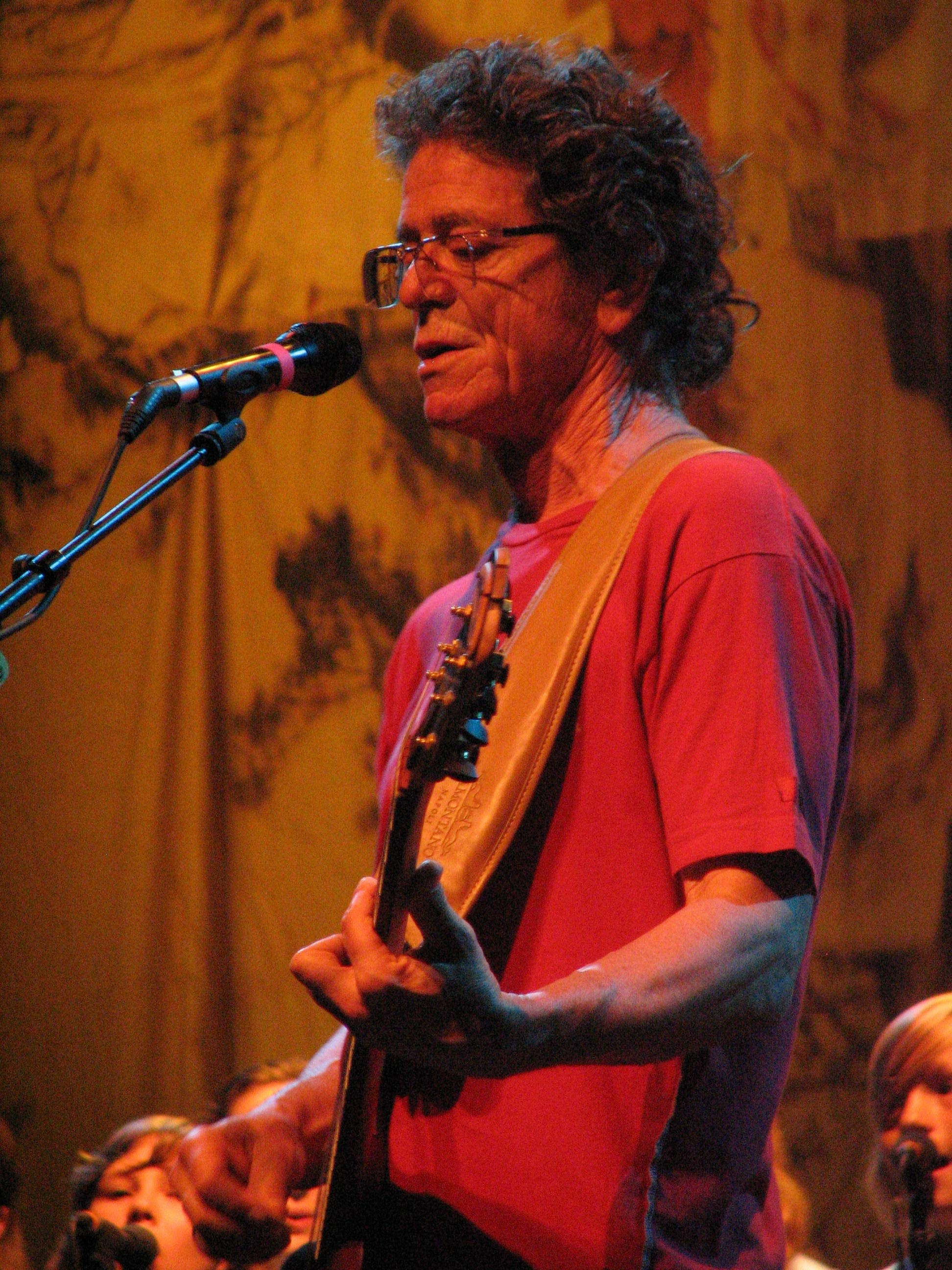
Lou Reed nel 2008 in Spagna

The Raven è un album doppio di Reed, uscito nel 2003 che rivisita in chiave rock non solo i racconti, opera di Edgar Allan Poe, ma in generale la vita del poeta e le altre sue opere come la poesia eponima Il corvo. I musicisti scelti sono di prim'ordine, e gli ospiti illustrissimi, quali Ornette Coleman, David Bowie, Willem Dafoe. Qualche mese dopo la pubblicazione di The Raven, viene pubblicata una nuova raccolta dei successi di Reed su doppio CD, intitolata NYC Man (The Ultimate Collection 1967-2003), con inclusa una versione inedita della canzone Who Am I e una selezione di brani rimasterizzati in digitale scelti dallo stesso Lou Reed.
A partire dagli '90 Reed si avvicinò alla disciplina orientale del T'ai Chi e cominciò a interessarsi al buddhismo tibetano, seguendo negli anni 2000, assieme alla compagna, gli insegnamenti del monaco Yongey Mingyur Rinpoche. Nell'aprile 2003, Reed inizia un nuovo tour mondiale con una nuova band comprendente la violoncellista Jane Scarpantoni e il cantante Antony Hegarty. Durante questi concerti del tour, il gruppo viene spesso raggiunto sul palco dal maestro di T'ai Chi personale di Reed, Ren Guangyi, che esegue movimenti di tale disciplina mentre la band si esibisce. Successivamente da queste esibizioni viene ricavato un live atipico, Animal Serenade, che riprende tante vecchie canzoni dei Velvet sotto una chiave moderna e a tratti quasi allucinante, come l'assolo della violoncellista Jane Scarpantoni nel classico Venus In Furs, paragonabile solo ad alcuni assoli di Quine o di Sterling Morrison.
Al di là della sua attività di musicista, Lou Reed ha effettuato due incursioni nel mondo del cinema: ha infatti omaggiato il regista cinematografico Wim Wenders, da sempre suo fan, interpretando se stesso in due significative parti nei film del regista tedesco Così lontano, così vicino del 1993 e Palermo Shooting del 2008.
Nell'aprile 2008 si è sposato con una cerimonia privata a Boulder in Colorado con la compagna Laurie Anderson. Nello stesso anno, Reed è stato inserito al 62º posto nella lista dei 100 migliori cantanti secondo Rolling Stone, e le sue migliori "tracce vocali" sono Satellite of Love, I'm Waiting for the Man e Venus in Furs.
Del 2008 è anche la nascita del Metal Machine Trio, un gruppo di musica d'avanguardia formato da Reed, Ulrich Krieger e Sarth Calhoun. Il gruppo, che si è esibito in maniera sporadica, suona prevalentemente musica improvvisata anticommerciale, spaziando tra vari generi come il free rock, il free jazz, la musica minimale, la noise music, l'elettronica, e l'ambient. Dalle esibizioni del trio è stato ricavato l'album dal vivo The Creation of the Universe.

### Gli anni duemiladieci

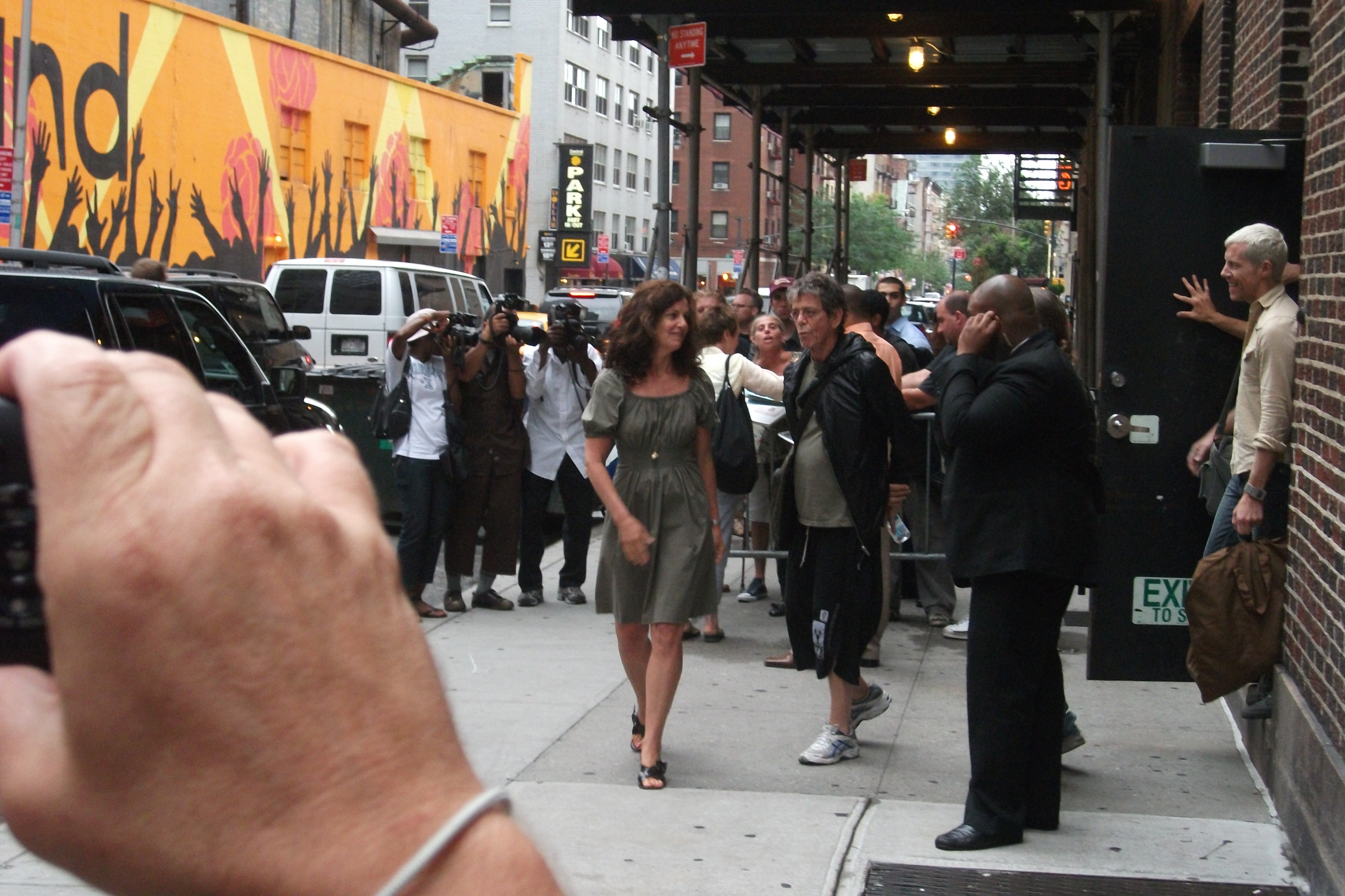
Una foto di Lou Reed in strada a New York nel 2010

Il 31 ottobre 2011 viene pubblicato Lulu, album nato dalla collaborazione fra Reed e i Metallica. Il cantautore e il gruppo, che avevano già suonato insieme nell'ottobre 2009 in occasione del venticinquesimo anniversario della Rock and Roll Hall of Fame, hanno dichiarato di aver concluso le registrazioni nell'agosto 2011 in sole due settimane. Dopo il lancio dell'album, accolto con reazioni contrastanti da critica e pubblico, Reed e i Metallica parteciparono a numerose trasmissioni televisive, suonando dal vivo alcuni dei brani contenuti nell'album e rilasciando interviste sul perché della collaborazione e della scelta del tema dell'album. Reed è stato anche chiamato come ospite in occasione del concerto del 30º anniversario dei Metallica, con i quali ha eseguito i brani The View, Iced Honey e White Light/White Heat.
Nel gennaio 2012, Reed e John Cale citano in giudizio la Andy Warhol Foundation per la licenza di utilizzo della celebre immagine della banana gialla opera di Warhol raffigurata sulla copertina dell'album The Velvet Underground & Nico.
Sempre nello stesso anno Reed contribuisce vocalmente alla traccia The Wanderlust sull'album Synthetica del gruppo musicale Metric.
Alla fine del 2012, viene presentato il libro fotografico Lou Reed: Rimes/Rhymes, pubblicato in doppia lingua (francese e inglese) e contenente più di 300 fotografie scattate dallo stesso Reed, e commentate dal coautore del libro Bernard Comment.

## Trapianto di fegato e morte
(Lou Reed)

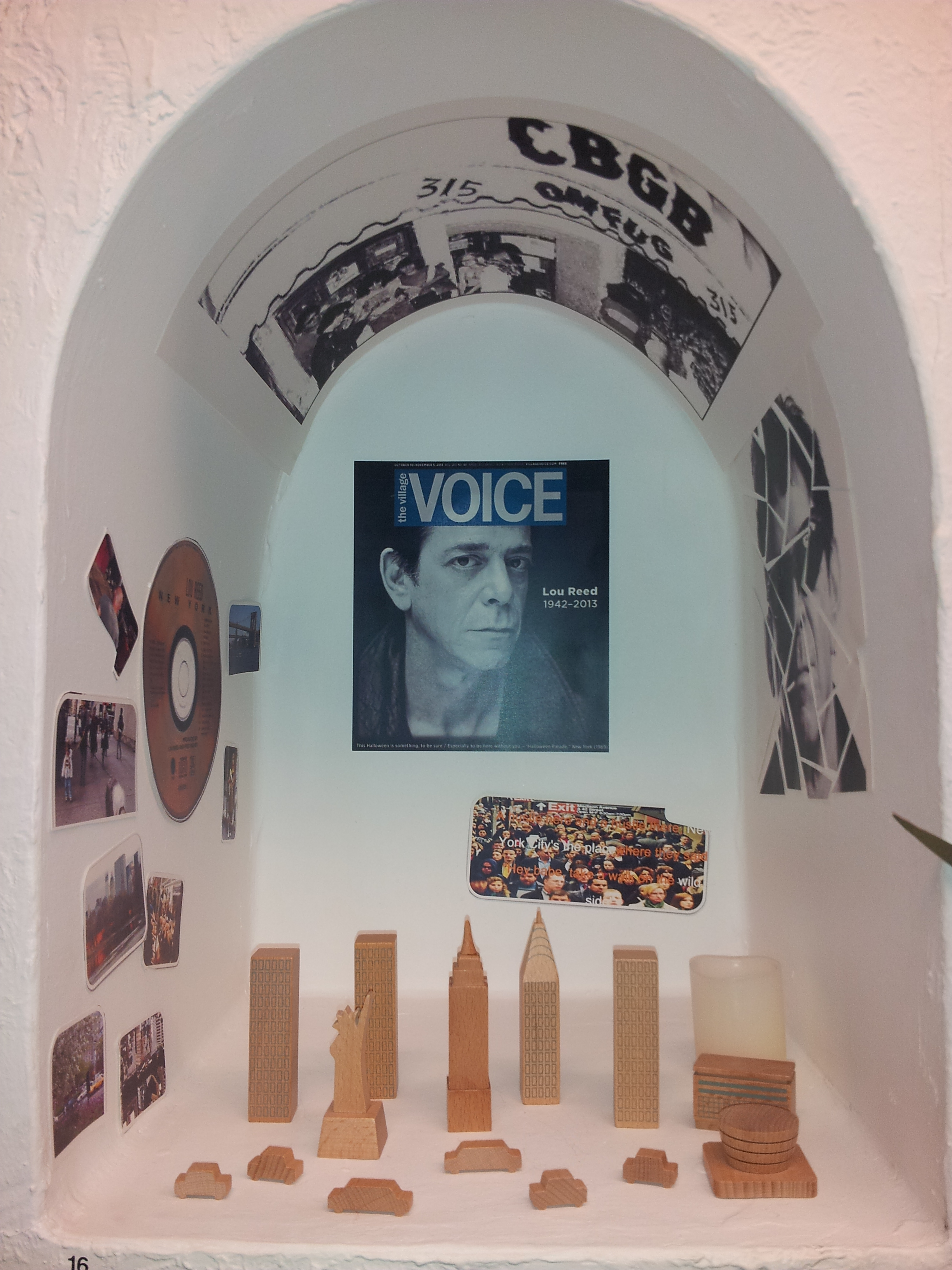
A Day of the Dead Ofrenda (una mostra curata dal consolato messicano a Boise, nell'Idaho) dimostra la grande influenza di Reed.

Lou Reed soffriva dagli anni '70 di epatite C, contratta iniettandosi eroina con una siringa infetta, e negli anni 2000 si ammalò di cirrosi epatica, diabete e infine di tumore al fegato. A causa dell'insufficienza epatica, nel maggio 2013 Reed si sottopose ad un trapianto di fegato. Dopo la delicata operazione, Reed si disse pieno di speranze per il futuro e rilasciò la seguente dichiarazione:
Il 30 giugno 2013 Lou Reed venne di nuovo ricoverato d'urgenza in un ospedale di Long Island, a New York, il Southampton Hospital, per un'acuta forma di disidratazione, stando a quanto riferito dal New York Post (ma venne esclusa la crisi di rigetto).
Parve riprendersi ma verso ottobre l'artista si dovette nuovamente ricoverare in una clinica a Cleveland in Ohio per complicazioni post trapianto e riaggravamento dell'epatite C e del tumore. Constatata la gravità della sua situazione, i medici acconsentirono a lasciarlo tornare a casa, essendo stato il trapianto l'"ultima opzione", come dissero i medici. Lou Reed morì il 27 ottobre 2013 all'età di 71 anni, vicino ai suoi cari e alla moglie Laurie Anderson. La notizia del decesso fu data dalla rivista Rolling Stone attraverso il suo sito web e si diffuse poi in tutto il mondo senza smentite di sorta.
Il fisiatra di Reed, Charles Miller, che si era occupato di lui durante il periodo riabilitativo post-trapianto, ha riferito di come Reed fosse stato molto combattivo fino alla fine: "Stava ancora facendo i suoi esercizi di Tai Chi fino a un'ora prima di morire, cercando di tenersi in forma per continuare la sua lotta contro la malattia". Laurie Anderson raccontò poi che il marito non si era dato per vinto fino a mezz'ora prima del decesso, quando "all'improvviso l'ha accettato, tutto di un colpo e completamente".
(Laurie Anderson)
Le sue ultime parole furono "domani sarò fumo"; il certificato di morte riportò come causa ufficiale "malattia epatica e complicazioni del trapianto di fegato".
A poche ore dalla notizia inaspettata della sua scomparsa, vari tributi ed omaggi a Reed sono apparsi su Twitter, inclusi quelli da parte di Iggy Pop, Miley Cyrus, Salman Rushdie, Samuel L. Jackson, Lenny Kravitz, Ricky Gervais, Ryan Adams, Elijah Wood, Julian Casablancas e molti altri. John Cale, ex compagno di gruppo nei Velvet Underground, postò su Facebook il seguente commento: «Il mondo ha perso un compositore superbo e un poeta... Io ho perso il mio "compagno di scuola"». L'ex batterista dei Velvet Underground Maureen Tucker ha risposto scrivendo che Lou Reed era "generoso, incoraggiante e profondo. Lavorare con lui poteva essere difficile alcune volte per qualcuno, ma non per me. Penso che abbiamo imparato l'una dall'altro. Tutti abbiamo imparato qualcosa l'uno dall'altro." Condoglianze e partecipazione per la morte di Reed furono espresse anche da personalità estranee alla musica come il cardinale Gianfranco Ravasi.
Sul sito web ufficiale di David Bowie fu postata una foto del 2007 che ritrae Bowie e Reed insieme con la seguente didascalia: "È con grande tristezza che annunciamo la morte di Lou Reed, scomparso oggi all'età di 71 anni. (2 marzo 1942 – 27 ottobre 2013)... David Bowie ha detto del suo vecchio amico: «era un maestro»."
Anche gli Who su Twitter vollero rendere omaggio a quella che come loro è stata un'icona della musica rock, citando e stravolgendo il titolo di una delle canzoni più celebri di Reed, Walk on the Wild Side: "R.I.P. Lou Reed. Walk on the peaceful side".
Per sua espressa volontà e della famiglia, i funerali di Reed si celebrarono in forma strettamente privata. Alla funzione ha preso parte solo un piccolo gruppo di persone facenti parte della stretta cerchia di amici e parenti del musicista scomparso. Il corpo è stato cremato e le ceneri conservate dalla famiglia. Il patrimonio del cantante, ammontante a 30 milioni di dollari (di cui 20 "guadagnati" postumi) è stato suddiviso nel 2014 fra le due eredi nominate da Reed, la moglie e la sorella.

## Omaggi
- Il 16 dicembre 2013, quasi due mesi dopo la morte, il canale televisivo britannico BBC Four ha trasmesso lo speciale Lou Reed Remembered, un tributo a Reed della durata di un'ora con la partecipazione di suoi amici e colleghi.[76] Il giorno dopo, si è tenuto un memoriale all'Apollo Theater di New York: organizzato da Laurie Anderson, l'evento ha incluso esibizioni da parte di svariati artisti, quali Patti Smith, Antony Hegarty, Debbie Harry, Paul Simon, John Zorn, Philip Glass e Maureen Tucker.[77]
- Esattamente un anno dopo la trasmissione della BBC Four, il 16 dicembre 2014 è stata annunciata l'introduzione di Reed nella Rock and Roll Hall of Fame come artista solista (era già presente come membro dei Velvet Underground).[78]
- Nel 2019, dopo due anni di lavoro di catalogazione, la New York Public Library ha aperto al pubblico la visione degli archivi di Lou Reed, composti da appunti, fotografie, poster, disegni e oltre 600 ore di musica[79].
- Il cantautore italiano Enrico Ruggeri ha dedicato a Lou Reed la canzone Forma 21 dall'album Alma (2019): il titolo deriva dall'esercizio di Tai-chi che, secondo la moglie, il cantante stava eseguendo pochi attimi prima di morire, e il testo immagina la morte di Reed vista dalla sua stessa prospettiva.
- Un genere di Eresidae, o ragni vellutati ("velvet spider"), che vive principalmente sotto terra (in inglese "underground") nei deserti di Algeria, Tunisia, Egitto, Israele e Iran, le cui prime specie furono scoperte nel 2012, è stato chiamato Loureedia in onore di Lou Reed e dei Velvet Underground.

## Stile musicale
(Lou Reed)

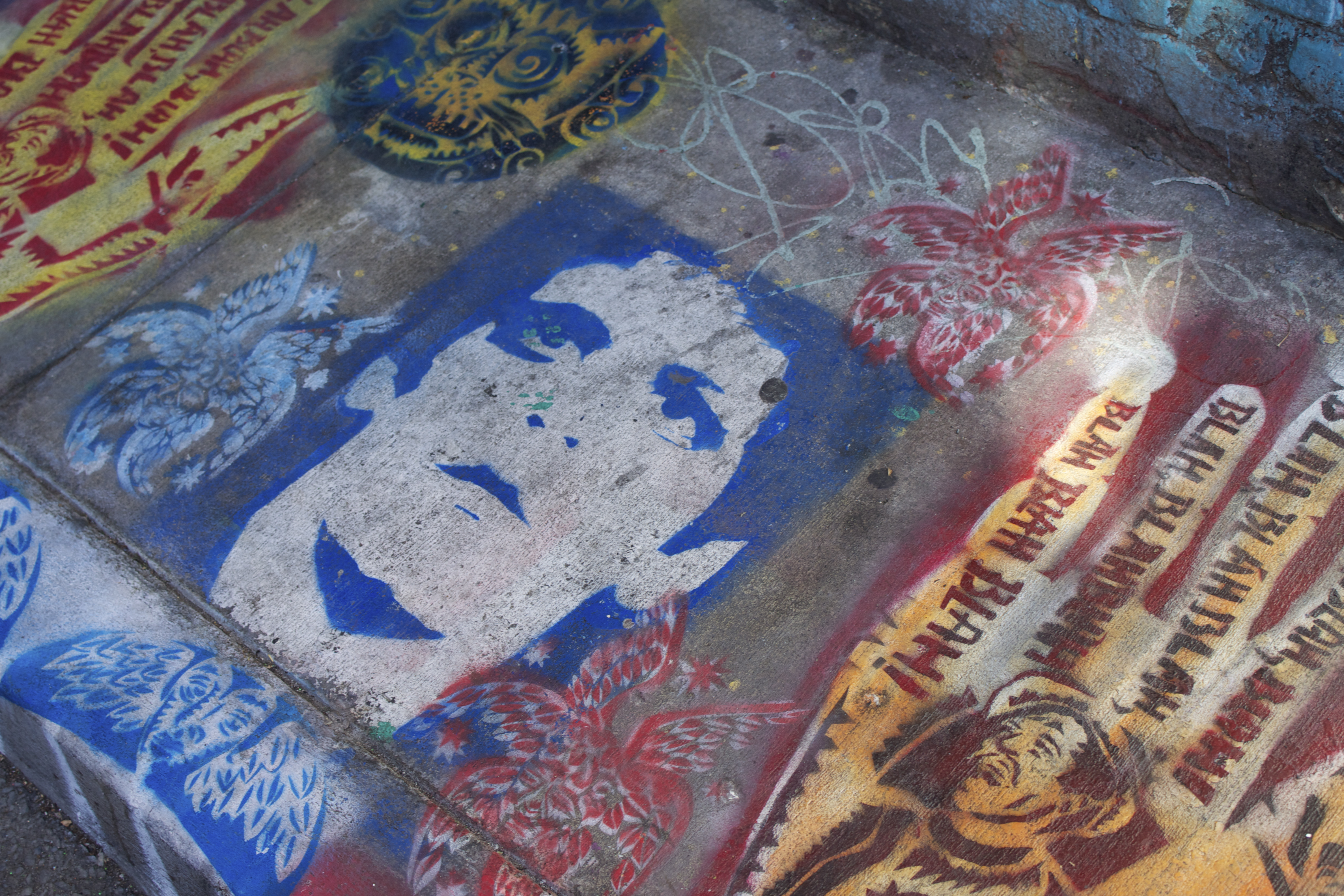
L'iconica copertina di Transformer in un graffito di "street art".

Citato come personalità di spicco del proto punk e riconosciuto per l'innovativo uso della chitarra elettrica con cui avrebbe influenzato i futuri artisti punk, Reed si è ispirato specialmente all'R&B e al rock and roll, un genere che avrebbe rinnovato, alla musica dei Velvet Underground, di cui propose una variante più commerciale, nonché a New York, spesso presente nei suoi testi decadenti e incentrati sulla droga, il sesso e descrizioni metropolitane da incubo. Tuttavia, già a partire dalla seconda metà degli anni settanta, la musica dell'artista è divenuta meno aggressiva, discostandosi in modo sensibile dalle sonorità «malate» che lo avevano precedentemente caratterizzato. Viene anche classificato fra gli artisti hard rock, Album-oriented rock e punk wave.
Il suo rock cambiò con il corso degli anni. Gli anni settanta lo videro cimentarsi dapprima in un omonimo esordio di transizione (1972) ancorato alla musica dei Velvet Underground, a cui segue la celebre parentesi pop e rock 'n' roll di Transformer (1973), che risente fortemente l'influenza del glam rock di David Bowie. Sempre negli anni settanta, pubblicò il mesto e ambizioso Berlin (1973) e album dal carattere più aggressivo quali il live Rock 'n' Roll Animal e Street Hassle (1978) ma virò anche verso sonorità più leggere e «stupide» (a detta dello stesso artista) con Rock and Roll Heart (1976), che inaugurò inoltre una nuova fase melodica. Dello stesso periodo è Metal Machine Music (1975), improbabile album di dissonanze elettroniche generate da amplificatori. Con il nuovo decennio, l'artista mantenne le premesse leggere di Rock and Roll Heart e si cimentò in numerose collaborazioni che gli consentirono di sperimentare nuove sonorità, fra cui la salsa con Rubén Blades e il soul con Sam Moore (rispettivamente in Nothing but the Truth del 1988 e nella colonna sonora di Soul Man del 1986). Con il cupo New York (1989) si discostò dai più «tenui» predecessori, mentre i successivi Songs for Drella (1990), una collaborazione con John Cale simile in spirito alla musica dei Velvet Underground, e Magic and Loss (1992) proposero un repertorio scarno e introspettivo. Altrettanto poetico e intimo fu il seguente Perfect Night: Live in London (1998). Con il conclusivo e sfaccettato Lulu (2011), una collaborazione con i Metallica, lo stile del cantautore si avvicinò inevitabilmente all'heavy metal, convergendo a tratti nella musica sperimentale e nel rock dei Black Sabbath e degli Hatfield and the North.

## Discografia

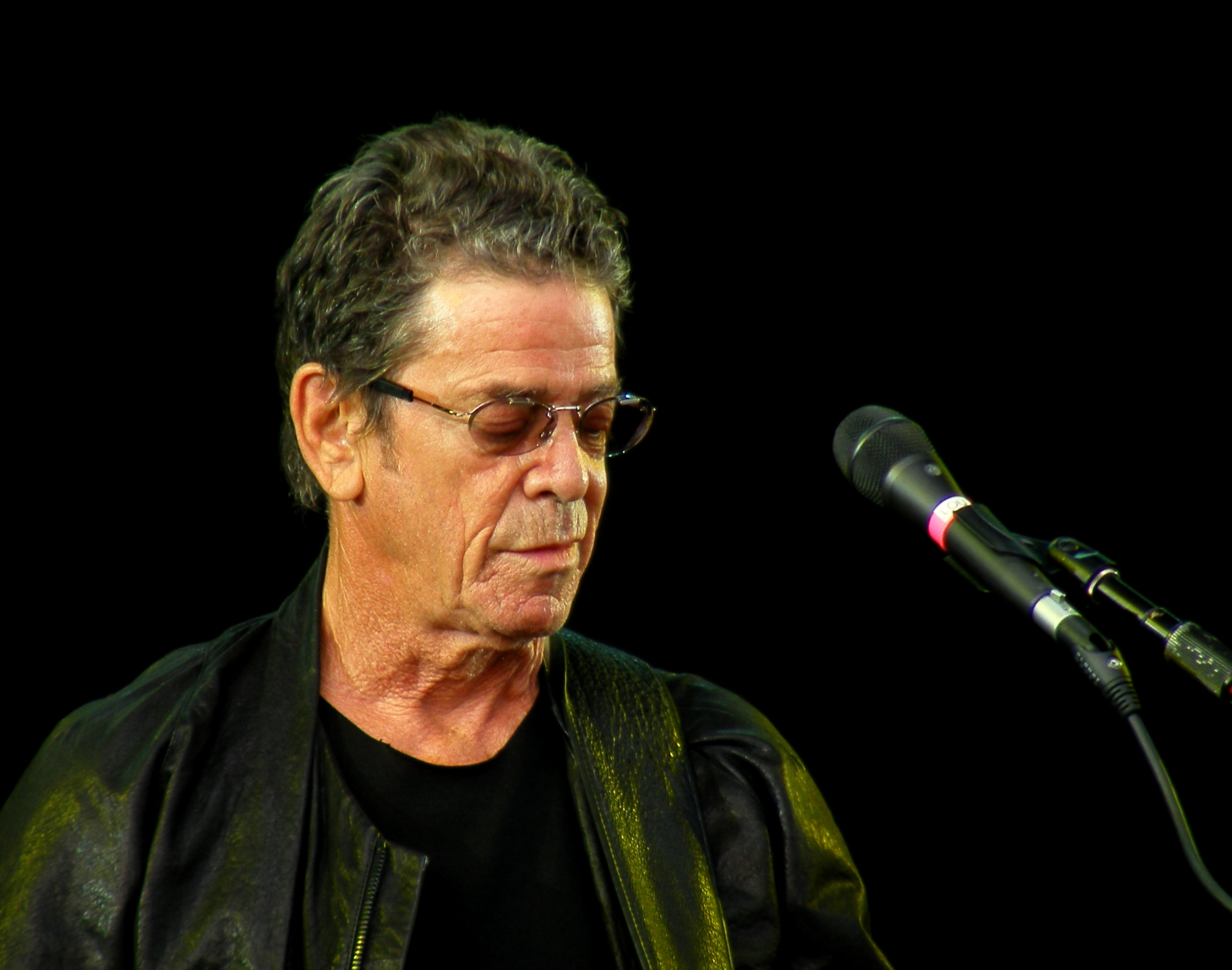
Lou Reed nel 2011

### Con i Velvet Underground
- 1967 – The Velvet Underground & Nico
- 1968 – White Light/White Heat
- 1969 – The Velvet Underground
- 1970 – Loaded
- 1972 – Live at Max's Kansas City
- 1974 – 1969: Velvet Underground Live with Lou Reed
- 1985 – VU
- 1986 – Another View
- 1993 – Live MCMXCIII
- 1995 – Peel Slowly and See
- 2001 – Bootleg Series Volume 1: The Quine Tapes

### Solista

#### Album in studio
- 1972 – Lou Reed
- 1972 – Transformer
- 1973 – Berlin
- 1974 – Sally Can't Dance
- 1975 – Metal Machine Music
- 1976 – Coney Island Baby
- 1976 – Rock and Roll Heart
- 1978 – Street Hassle
- 1979 – The Bells
- 1980 – Growing Up in Public
- 1982 – The Blue Mask
- 1983 – Legendary Hearts
- 1984 – New Sensations
- 1986 – Mistrial
- 1989 – New York
- 1990 – Songs for Drella (con John Cale)
- 1992 – Magic and Loss
- 1996 – Set the Twilight Reeling
- 2000 – Ecstasy
- 2003 – The Raven
- 2007 – Hudson River Wind Meditations
- 2011 – Lulu (con i Metallica)

#### Album dal vivo
- 1974 – Rock N Roll Animal
- 1975 – Lou Reed Live
- 1978 – Live: Take No Prisoners
- 1984 – Live in Italy
- 1996 – Live in Concert
- 1998 – Perfect Night: Live in London
- 2001 – American Poet
- 2003 – Extended Versions
- 2004 – Animal Serenade
- 2008 – The Stone: Issue Three (con John Zorn e Laurie Anderson)
- 2008 – Berlin: Live at St. Ann's Warehouse

#### Raccolte
- 1977 – Walk on the Wild Side: The Best of Lou Reed
- 1980 – Rock and Roll Diary: 1967-1980
- 1985 – City Lights
- 1992 – Walk on the Wild Side & Other Hits
- 1992 – Between Thought and Expression: The Lou Reed Anthology (box set)
- 1995 – The Best of Lou Reed & Velvet Underground
- 1996 – Different Times: Lou Reed in the '70s
- 1997 – Perfect Day
- 1998 – A Retrospective
- 1999 – The Definitive Collection
- 2000 – The Very Best of Lou Reed
- 2002 – Legendary Lou Reed
- 2003 – NYC Man (The Ultimate Collection 1967-2003)
- 2004 – NYC Man: Greatest Hits
- 2009 – Perfect Day: The Best of Lou Reed
- 2011 – The Essential Lou Reed

### Collaborazioni
- 2008 – The Creation of the Universe (con i Metal Machine Trio)

### Altre apparizioni
- 1985 – AA. VV. - Lost in the Stars: The Music of Kurt Weill (in September Song)
- 1987 – Rubén Blades - Nothing but the Truth (in Hopes on Hold, Letters to the Vatican e in The Calm Before the Storm)
- 1988 – Tom Tom Club - Boom Boom Chi Boom Boom (in Femme Fatale)
- 1989 – Dion DiMucci - Yo Frankie
- 1989 – Simple Minds - Street Fighting Years (in This Is Your Land)
- 1991 – Maureen Tucker - I Spent a Week There the Other Night
- 1992 – Vince Gill - I Still Believe in You
- 1994 – The Smithereens - A Date with The Smithereens (in Point of No Return e in Long Way Back Again)
- 1994 – David A. Stewart - Greetings from the Gutter
- 1996 – Sweet Relief: A Benefit for Victoria Williams
- 1997 – AA. VV. - Lost Highway (in This Magic Moment)
- 1998 – John Zorn - Music for Children (in Cycles Du Nord)
- 2002 – Gordon Gano - Hitting the Ground (in Catch 'Em in the Act)
- 2002 – Jamie Richards - No Regrets
- 2005 – Kashmir - No Balance Palace (in Black Building)
- 2005 – Antony and the Johnsons - I Am a Bird Now (in Fistful of Love)
- 2006 – Fernando Saunders - I Will Break Your Fall
- 2006 – Bruce Hornsby - Intersections 1985–2005 (in The Mighty Quinn)
- 2006 – Howard Tate - A Portrait of Howard
- 2007 – The Killers - Sawdust (in Tranquilize)
- 2007 – Lucibel Crater - The Family Album (in Threadbare Funeral)
- 2008 – Stephen Emmer - Recitement
- 2009 – Sara Wasserman - Solid Ground
- 2009 – Kevin Hearn and Thin Buckle - Havana Winter (in Coma, In the Shade e in Helicopter in the Sand)
- 2010 – Gorillaz - Plastic Beach (in Some Kind of Nature)
- 2011 – Booker T. Jones - The Road from Memphis (in The Bronx)
- 2011 – AA. VV. - Rave On Buddy Holly (in Peggy Sue)
- 2012 – Metric - Synthetica (in The Wanderlust)

## Apparizioni cinematografiche
- One Trick Pony (1980) come "Steve Kunelian"
- Get Crazy (1983) come "Auden"
- Permanent Record (1988) come se stesso
- Così lontano, così vicino (1993) come se stesso
- Blue in the Face (1995) come "L'uomo con gli strani occhiali"
- Closure (1997) come se stesso
- Lulu on the Bridge (1998)
- Prozac Nation (2001) come se stesso
- Berlin: Live at St. Ann's Warehouse (2008) come se stesso
- Palermo Shooting (2008) come se stesso

Oltre alle apparizioni qui elencate Reed ha inoltre preso parte alla regia e al doppiaggio del film d'animazione del 1983 mai uscito in Italia Rock & Rule. Fu proprio lui uno degli ideatori di questo film stesso oltre ad esserne il principale scrittore e come personaggio diede la voce all'antagonista Mok Swagger nella parte cantata, mentre nella parte parlata di esso aveva provveduto Don Franks.

## Opere
- Time Rocker, con Robert Wilson, 1998, pièce teatrale
- Ho camminato nel fuoco (Pass Thru Fire: The Collected Lyrics, anche come I'll Be Your Mirror: The Collected Lyrics), Mondadori, 2000, raccolta di liriche e spartiti
- Emotions in action, fotografia, 2003
- Lou Reed's New York, fotografia, 2006
- Romanticism, fotografia, 2009
- Lou Reed: Rimes/Rhymes, fotografia, con Bernard Comment, 2012
- Do Angels Need Haircuts? Early Poems, poesia, 2018